# Marsypopetalum
Marsypopetalum es un género de plantas fanerógamas con dos especies perteneciente a la familia de las anonáceas. Son nativas del sudeste de Asia.

## Taxonomía
El género fue descrito por Rudolph Herman Christiaan Carel Scheffer y publicado en Natuurkundig Tijdschrift voor Nederlandsch-Indië 31: 342. 1870.  La especie tipo es: Marsypopetalum ceratosanthes

## Especies
- Marsypopetalum ceratosanthes
- Marsypopetalum pallidum